# Harre Vig
Harre Vig är en vik i Danmark. Den ligger i Region Mittjylland, i den nordvästra delen av landet. Harre Vig har anslut till Lysen Bredning.